# 春日神社 (高岡市戸出春日)

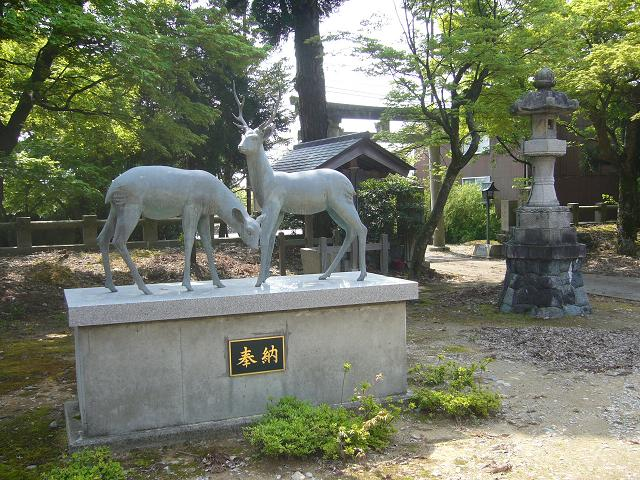
境内にある鹿の像

春日神社（かすがじんじゃ）は、富山県高岡市戸出春日452番地にある神社である。

## 創建
- 868年（貞観10年）秋、大和国奈良の住人吉江定明が鹿を伴ってこの地へやって来たところ鹿が病死してしまった。定明はこれを神のお告げと考えこの地に居を構え、衣の中に持ってきた1尺2寸の阿弥陀如来と春日大明神を祠を建てて祀った。
- 1702年（宝永2年）秋、祠を村の中央から130間ほど南西の地に移し、1856年（安政3年）9月に再び村の中央に戻して社殿を造営した。この間に祠のあった地は、宮田、宮畑と呼ばれ現在も旧跡として残っている。
- 1896年（明治29年）8月1日、庄川洪水の際に拝殿、幣殿が流出し下流の二塚村字鎧地内に漂着したが、水が引いた後に木材を拾い集めて再建したところ全ての木材が見つかったといわれている。
- 鹿の因縁からか、この社には毎年山々から数頭の鹿が参詣したといわれ、大正初期までは実際に鹿を見かけた住民も多かったという。
- 1921年（大正10年）6月、村社春日神社、末社である神明社（祭神：天照皇大神）、神明社（祭神：天照皇大神）、水ノ杜（祭神：罔象女命）、諏訪社（祭神：建御名方命）の5社を合祀し、現在に至っている。
- ご神体は阿弥陀仏木像である。